# Сезон ФК «Львів» 2007—2008
| ФК «Львів» у сезоні 2007/08          | ФК «Львів» у сезоні 2007/08                                                                 |
| ------------------------------------ | ------------------------------------------------------------------------------------------- |
| Ліга                                 | Перша ліга                                                                                  |
| Місце в лізі                         | 2-е                                                                                         |
| Раунд у Кубку                        | 1/8 фіналу                                                                                  |
| Головний тренер                      | Степан Юрчишин                                                                              |
| Президент                            | Юрій Кіндзерський                                                                           |
| Стадіон                              | СКА, Львів (до вересня) «Княжа Арена», Добромиль                                            |
| Капітан                              | Мар'ян Марущак (1-е коло); Любомир Гальчук (2-е коло)                                       |
| Найкращий бомбардир у чемпіонаті     | Григорій Баранець — 12                                                                      |
| Найбільше матчів у чемпіонаті        | Григорій Баранець, Любомир Гальчук, Андрій Даньків, Дмитро Козьбан, Віталій Романюк — по 37 |
| домашня форма                        | виїзна · форма                                                                              |
| ← Попередній сезон Наступний сезон → |                                                                                             |

Сезон ФК «Львів» 2007—2008 — другий сезон футбольного клубу «Львів». Команда посіла 2-е місце у першій лізі, завоювавши перепустку до прем'єр-ліги. У Кубку України «Львів» дійшов до 1/8 фіналу. На початку сезону, у вересні 2007 року, команда переїхала на новозбудований стадіон «Княжа Арена» (Добромиль).

## Підготовка до сезону

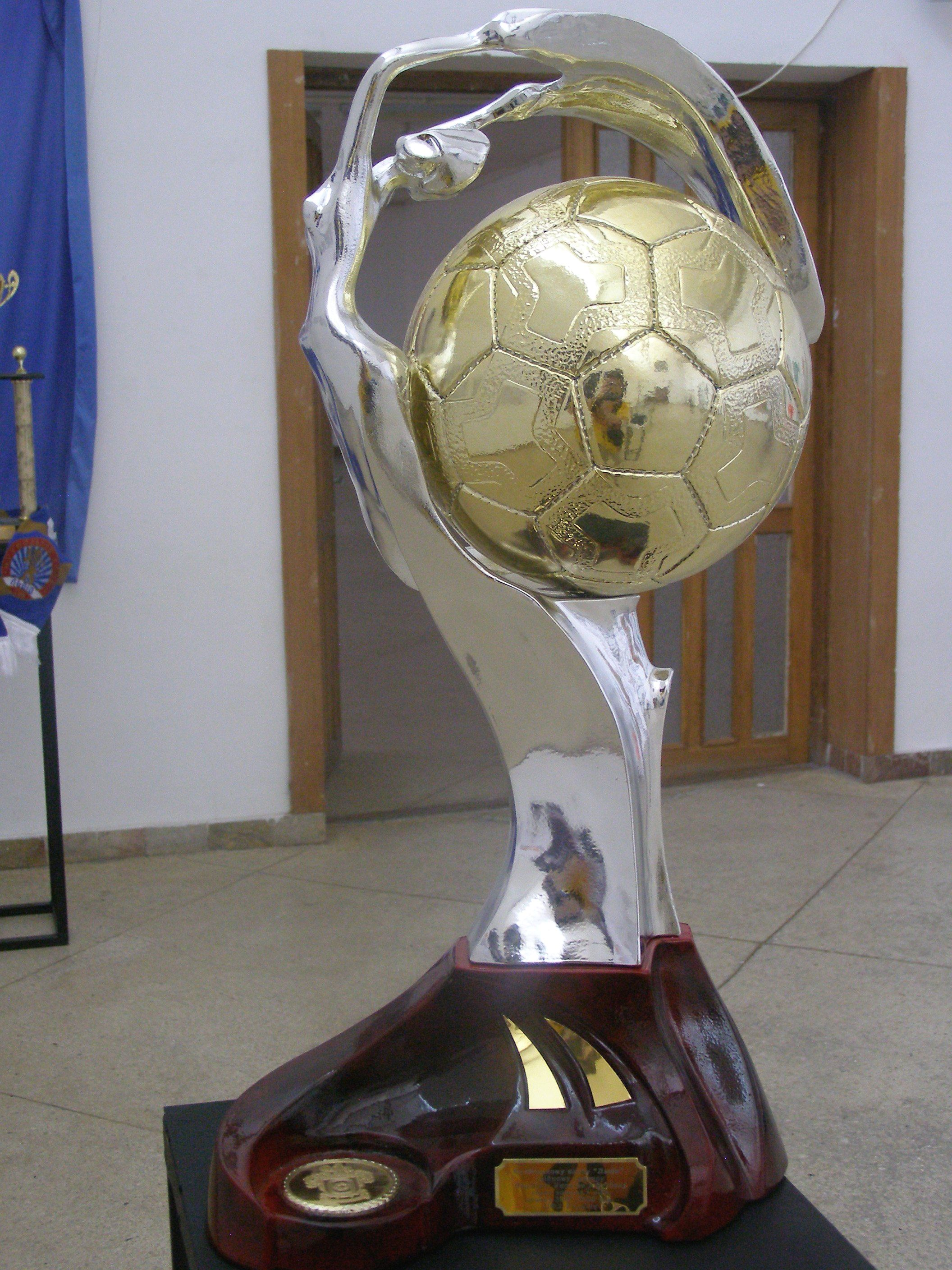
Приз ФК «Львів» за 2-е місце в першій лізі за підсумками сезону

2 липня 2007 року команда зібралася в курортному місті Трускавець, де й пройшли тренувальні збори під керівництвом головного тренера Степана Юрчишина. Львів'яни провели низку товариських ігор з такими суперниками:
- «Карпати» (Львів) — перемога 2:0
- «Металіст» (Харків) — поразка 0:1
- «Енергетик» (Бурштин) — 2:1
- «Карпати-2» (Львів) — 0:0
- «Карпати-2» (Львів) — 2:0

## Головні події сезону
Оскільки арена СКА у Львові через незадовільну інфраструктуру не отримала дозволу на проведення там ігор першої ліги, «Львів» розпочав спорудження власного стадіону. Стадіон «Княжа Арена» у місті Добромиль (батьківщина президента Юрія Кіндзерського) було відрито 2 вересня 2007 року.
Команда не надто вдало розпочала сезон, але поступово піднімалася в турнірній таблиці і за підсумками першого кола була на 3-му місці. Друга половина чемпіонату пройшла в боротьбі за друге місце (1-ше місце ще за кілька турів до фінішу забезпечив собі маріупольський «Іллічівець»), що дозволяло підвищитися у класі. Урешті-решт ФК «Львів» випередив «Оболонь» (Київ) на 2 очки та здобув право грати в прем'єр-лізі сезону 2008/09.

## Підсумкова турнірна таблиця
| М  | Команда             | І  | В  | Н  | П  | РМ    | О  |
| -- | ------------------- | -- | -- | -- | -- | ----- | -- |
|    | «Іллічівець»        | 38 | 26 | 7  | 5  | 65−26 | 85 |
|    | ФК «Львів»          | 38 | 23 | 5  | 10 | 58−29 | 74 |
|    | «Оболонь»           | 38 | 22 | 6  | 10 | 67−42 | 72 |
| 4  | «Десна»             | 38 | 20 | 7  | 11 | 61−44 | 67 |
| 5  | «Динамо-2»          | 38 | 19 | 6  | 13 | 64−52 | 63 |
| 6  | «ІгроСервіс»        | 38 | 18 | 6  | 14 | 50−45 | 60 |
| 7  | «Сталь» А           | 38 | 15 | 13 | 10 | 52−44 | 58 |
| 8  | ПФК «Олександрія»   | 38 | 14 | 15 | 9  | 41−32 | 57 |
| 9  | «Волинь»            | 38 | 16 | 8  | 14 | 61−55 | 53 |
| 10 | МФК «Миколаїв»      | 38 | 13 | 13 | 12 | 33−27 | 52 |
| 11 | «Кримтеплиця»       | 38 | 13 | 11 | 14 | 49−43 | 50 |
| 12 | «Дністер»           | 38 | 12 | 13 | 13 | 33−39 | 49 |
| 13 | «Енергетик»         | 38 | 13 | 9  | 16 | 39−44 | 48 |
| 14 | «Геліос»            | 38 | 13 | 8  | 17 | 31−41 | 47 |
| 15 | ПФК «Севастополь»   | 38 | 12 | 7  | 19 | 38−55 | 43 |
| 16 | «Фенікс-Іллічовець» | 38 | 11 | 8  | 19 | 35−56 | 41 |
| 17 | ФСК «Прикарпаття»   | 38 | 11 | 6  | 21 | 37−67 | 39 |
| 18 | «Дніпро»            | 38 | 8  | 17 | 13 | 43−43 | 35 |
| 19 | ЦСКА                | 38 | 7  | 6  | 25 | 36−74 | 27 |
| 20 | «Сталь» Д           | 38 | 3  | 11 | 24 | 23−58 | 20 |

Позначення:

## Чемпіонат України
| Тур № | Дата             | Господар                         | Раху- нок | Гість                            | Голи                                                                     | Стадіон, місто                             | Глядачів           | Протоколи |
| ----- | ---------------- | -------------------------------- | --------- | -------------------------------- | ------------------------------------------------------------------------ | ------------------------------------------ | ------------------ | --------- |
| 1     | 19 липня 2007    | ФК «Львів»                       | 1:0       | «Волинь» (Луцьк)                 | Г. Баранець                                                              | СКА, Львів                                 | 500                |           |
| 2     | 24 липня 2007    | МФК «Миколаїв»                   | 2:0       | ФК «Львів»                       |                                                                          | «Центральний», Миколаїв                    | 2 000              |           |
| 3     | 29 липня 2007    | ФК «Львів»                       | 0:1       | «Десна» (Чернігів)               | Постолатьєв                                                              | СКА, Львів                                 | 800                |           |
| 4     | 3 серпня 2007    | «ІгроСервіс» (Сімферополь)       | 1:1       | ФК «Львів»                       | Якименко — Даньків                                                       | «Фіолент», Сімферополь                     | 1 000              |           |
| 5     | 13 серпня 2007   | ФК «Львів»                       | 1:2       | «Дніпро» (Черкаси)               | Гальчук — Селезньов, Пахолюк                                             | СКА, Львів                                 | 1 500              |           |
| 6     | 25 серпня 2007   | ЦСКА (Київ)                      | 0:1       | ФК «Львів»                       | Теплий                                                                   | НТБ «Динамо», Київ                         | 150                |           |
| 7     | 25 серпня 2007   | ФК «Львів»                       | 4:0       | «Дністер» (Овідіополь)           | Ільків, Чепурненко, Теплий, Б. Баранець                                  | СКА, Львів                                 | 1 000              |           |
| 8     | 4 вересня 2007   | ПФК «Севастополь»                | 1:3       | ФК «Львів»                       | Шевчук — Федорчук, Чепурненко (2)                                        | «Севастополь», Севастополь                 | 4 200              |           |
| 9     | 2 вересня 2007   | ФК «Львів»                       | 6:2       | «Прикарпаття» (Івано-Франківськ) | Б. Баранець, Чепурненко (2), Федорчук, Г. Баранець, Панас — Худоб'як (2) | «Княжа Арена», Добромиль                   | 2 700              |           |
| 10    | 9 вересня 2007   | «Іллічівець» (Маріуполь)         | 3:0       | ФК «Львів»                       | Мазуренко, Каменюка, Ліма                                                | «Іллічівець», Маріуполь                    | 5 700              |           |
| 11    | 16 вересня 2007  | ФК «Львів»                       | 3:0       | «Сталь» (Алчевськ)               | Б. Баранець (з пен.), Теплий, Даньків                                    | «Княжа Арена», Добромиль                   | 2 200              |           |
| 12    | 21 вересня 2007  | «Оболонь» (Київ)                 | 2:1       | ФК «Львів»                       | Лень, Куценко — Чепурненко                                               | «Оболонь», Київ                            | 700                |           |
| 13    | 2 жовтня 2007    | ФК «Львів»                       | 1:2       | «Кримтеплиця» (Молодіжне)        | Гальчук — Мамутов, Саванчук                                              | «Княжа Арена», Добромиль                   | 2 000              |           |
| 14    | 7 жовтня 2007    | ПФК «Олександрія»                | 1:2       | ФК «Львів»                       | Казанюк — Б. Баранець, Козьбан                                           | «Ніка», Олександрія                        | 2 000              |           |
| 15    | 21 жовтня 2007   | «Геліос» (Харків)                | 0:1       | ФК «Львів»                       | Козьбан                                                                  | «Динамо», Харків                           | 300                |           |
| 16    | 26 жовтня 2007   | ФК «Львів»                       | 1:0       | «Енергетик» (Бурштин)            | Федорчук                                                                 | «Княжа Арена», Добромиль                   | 1 500 (гостей: 15) |           |
| 17    | 4 листопада 2007 | «Сталь» (Дніпродзержинськ)       | 0:2       | ФК «Львів»                       | Панас, Козьбан                                                           | «Металург», Дніпродзержинськ               | 1 100              |           |
| 18    | 8 листопада 2007 | ФК «Львів»                       | 1:0       | «Динамо-2» (Київ)                | Теплий                                                                   | «Княжа Арена», Добромиль                   | 2 100              |           |
| 19    | 4 листопада 2007 | «Фенікс-Іллічовець» (Калініне)   | 2:2       | ФК «Львів»                       | Ситдиков, Фабрін — Панас, Б. Баранець (з пен.)                           | Юність, Калініне                           | 900                |           |
| 20    | 18 березня 2008  | Волинь (Луцьк)                   | 1:4       | ФК «Львів»                       | Алозі — Б. Баранець (2, один — з пен.), Федорчук, Ханас                  | «Авангард», Луцьк                          | 7 500              |           |
| 21    | 23 березня 2008  | ФК «Львів»                       | 0:0       | МФК «Миколаїв»                   |                                                                          | «Княжа Арена», Добромиль                   | 3 220              |           |
| 22    | 28 березня 2008  | «Десна» (Чернігів)               | 2:0       | ФК «Львів»                       | Кобець, Старенький                                                       | Стадіон імені Юрія Гагаріна, Чернігів      | 6 200              |           |
| 23    | 3 квітня 2008    | ФК «Львів»                       | 1:0       | «ІгроСервіс» (Сімферополь)       | Гальчук                                                                  | «Княжа Арена», Добромиль                   | 1 200              |           |
| 24    | 8 квітня 2008    | Дніпро (Черкаси)                 | 3:0       | ФК «Львів»                       | Кондратюк (2), Мостовий                                                  | Центральний, Черкаси                       | 3 000              |           |
| 25    | 13 квітня 2008   | ФК «Львів»                       | 1:0       | ЦСКА (Київ)                      | Г. Баранець                                                              | «Княжа Арена», Добромиль                   | 1 200              |           |
| 26    | 18 квітня 2008   | «Дністер» (Овідіополь)           | 1:0       | ФК «Львів»                       | Гілазєв                                                                  | «Дністер» імені Віктора Дукова, Овідіополь | 1 000              |           |
| 27    | 24 квітня 2008   | ФК «Львів»                       | 2:0       | ПФК «Севастополь»                | Федорчук, Ференчак (аг)                                                  | «Княжа Арена», Добромиль                   | 1 100              |           |
| 28    | 29 квітня 2008   | «Прикарпаття» (Івано-Франківськ) | 0:3       | ФК «Львів»                       | Чепурненко (2), Г. Баранець                                              | «Рух», Івано-Франківськ                    | 2 500              |           |
| 29    | 4 травня 2008    | ФК «Львів»                       | 2:0       | «Іллічівець» (Маріуполь)         | Худзік, Б. Баранець                                                      | «Княжа Арена», Добромиль                   | 2 100              |           |
| 30    | 9 травня 2008    | «Сталь» (Алчевськ)               | 0:1       | ФК «Львів»                       | Б. Баранець                                                              | «Сталь», Алчевськ                          | 2 000              |           |
| 31    | 14 травня 2008   | ФК «Львів»                       | 4:0       | «Оболонь» (Київ)                 | Гальчук, Г. Баранець (2), Б. Баранець                                    | «Княжа Арена», Добромиль                   | 1 950              |           |
| 32    | 19 травня 2008   | «Кримтеплиця» (Молодіжне)        | 0:1       | ФК «Львів»                       | Кузнецов (аг)                                                            | Кримтеплиця, Аграрне                       | 600                |           |
| 33    | 24 травня 2008   | ФК «Львів»                       | 1:1       | ПФК «Олександрія»                | Г. Баранець — Пономар                                                    | «Княжа Арена», Добромиль                   | 1 600              |           |
| 34    | 29 травня 2008   | Дніпро (Черкаси)                 | 0:2       | ФК «Львів»                       | Г. Баранець (з пен.), Даньків                                            | НТБ «Динамо», Київ                         | 200                |           |
| 35    | 3 червня 2008    | ФК «Львів»                       | 1:0       | «Геліос» (Харків)                | Г. Баранець (з пен.)                                                     | «Княжа Арена», Добромиль                   | 1 500              |           |
| 36    | 18 квітня 2008   | «Енергетик» (Бурштин)            | 1:0       | ФК «Львів»                       | Гордієнко                                                                | «Енергетик», Бурштин                       | 3 300              |           |
| 37    | 16 червня 2008   | ФК «Львів»                       | 3:0       | «Сталь» (Дніпродзержинськ)       | Даньків, Теплий, Г. Баранець                                             | «Княжа Арена», Добромиль                   | 3 200              |           |
| 38    | 21 червня 2008   | ФК «Львів»                       | 1:1       | «Фенікс-Іллічовець» (Калініне)   | Г. Баранець — Шевченко                                                   | «Княжа Арена», Добромиль                   | 3 200              |           |

## Кубок України
| Етап | Дата            | Господар   | Раху- нок | Гість                            | Голи                                       | Стадіон, місто           | Глядачів | Протоколи |
| ---- | --------------- | ---------- | --------- | -------------------------------- | ------------------------------------------ | ------------------------ | -------- | --------- |
| 1/32 | 8 серпня 2007   | ФК «Львів» | 3:0       | «Прикарпаття» (Івано-Франківськ) | Г. Баранець (2), Ільчишин                  | СКА, Львів               | 1 500    |           |
| 1/16 | 26 вересня 2007 | ФК «Львів» | 2:1       | «Закарпаття» (Ужгород)           | Б. Баранець (з пен.), Г. Баранець — Бундаш | «Княжа Арена», Добромиль | 2 500    |           |
| 1/8  | 31 жовтня 2007  | ФК «Львів» | 1:2       | «Іллічівець» (Маріуполь)         | Теплий — Буряк, Івашко                     | «Княжа Арена», Добромиль | 2 700    |           |

## Склад
У чемпіонаті за клуб виступало 30 гравців:
| Футболіст           | Поз. | Ігор | Гол. |
| ------------------- | ---- | ---- | ---- |
| Мар'ян Марущак      | В    | 25   | −15  |
| Андрій Бандрівський | В    | 6    | −7   |
| Андрій Радь         | В    | 6    | −5   |
| Андрій Петров       | В    | 1    | −2   |
| Любомир Гальчук     | З    | 37   | 4    |
| Віталій Романюк     | З    | 37   | -    |
| Ігор Ільків         | З    | 33   | 1    |
| Вадим Панас         | З    | 32   | 3    |
| Ростислав Горецький | З    | 20   | -    |
| Олег Леонідов       | З    | 17   | -    |
| Сергій Лобойко      | З    | 12   | -    |
| Володимир Ференц    | З    | 11   | -    |
| Станіслав Гончарук  | З    | 7    | -    |
| Ярема Каваців       | З    | 3    | -    |
| Андрій Бурдіян      | З    | 2    | -    |
| Григорій Баранець   | П    | 37   | 12   |
| Андрій Даньків      | П    | 37   | 4    |
| Борис Баранець      | П    | 35   | 9    |
| Валерій Федорчук    | П    | 33   | 5    |
| Андрій Ханас        | П    | 32   | 1    |
| Андрій Ільчишин     | П    | 18   |      |
| Сергій Чапко        | П    | 13   | -    |
| Євген Зарічнюк      | П    | 5    | -    |
| Дмитро Козьбан      | Н    | 37   | 3    |
| Олег Теплий         | Н    | 33   | 5    |
| Євген Чепурненко    | Н    | 31   | 8    |
| Павло Худзік        | Н    | 15   | 1    |
| Михайло Козак       | Н    | 6    | -    |
| Мар'ян Слобода      | Н    | 4    | -    |
| Іван Рябовол        | Н    | 2    | -    |

Тренерський штаб:
- Степан Юрчишин — головний тренер
- Михайло Калита — тренер
- В'ячеслав Мавров — тренер